# Strobilanthes pluriformis
Strobilanthes pluriformis är en akantusväxtart som beskrevs av C. B. Cl.. Strobilanthes pluriformis ingår i släktet Strobilanthes och familjen akantusväxter. Inga underarter finns listade i Catalogue of Life.